# Brandweerzone Rivierenland
Brandweerzone Rivierenland is een van de 34 Belgische en een van de vijf Antwerpse hulpverleningszones. De zone ging officieel van start op 1 januari 2015 en verzorgt de brandweerzorg en dringende medische hulpverlening (ambulance) in het zuidwesten van de provincie Antwerpen.

## Historiek
Naar aanleiding van de gasexplosie te Gellingen op 30 juli 2004 werd door de Belgische overheid gestart met het hervormen van de brandweer. Bij deze hervorming gingen de gemeentelijke brandweerkorpsen op in nieuwe structuren: de hulpverleningszones. Op 1 januari 2015 ontstonden de meeste nieuwe hulpverleningszones. Brandweerzone Rivierenland bestaat uit de voormalige korpsen van de gemeenten Berlaar, Boom, Bornem, Duffel, Heist op-den-Berg, Hemiksem, Lier, Mechelen, Niel, Nijlen, Putte, Puurs, Rumst, Sint-Amands en Willebroek. Op 1 januari 2019 fuseerden Puurs en Sint-Amands tot de nieuwe gemeente Puurs-Sint-Amands. De zone omvat nog 18 gemeenten.

## Beschermingsgebied
Het beschermingsgebied van Brandweerzone Rivierenland omvat 18 gemeenten die gezamenlijk een bevolking van ongeveer 440.000 inwoners vertegenwoordigen. De totale oppervlakte van het beschermingsgebied beslaat ongeveer 570 km². Brandweerzone Rivierenland grenst tevens aan de hulpverleningszones Brandweer Zone Antwerpen, Brandweer Zone Rand, Brandweer Zone Kempen, Hulpverleningszone Oost Vlaams-Brabant, Brandweerzone Vlaams-Brabant West, Hulpverleningszone Oost en Hulpverleningszone Waasland. De onderstaande lijst geeft een overzicht van de 18 gemeenten en hun kenmerken: 
| Gemeente             | Bevolkingsaantal (01/01/2024) | Oppervlakte (in km²) |
| -------------------- | ----------------------------- | -------------------- |
| Aartselaar           | 14.890                        | 10,93                |
| Berlaar              | 12.061                        | 24,57                |
| Bonheiden            | 15.454                        | 29,27                |
| Boom                 | 19.431                        | 7,37                 |
| Bornem               | 22.076                        | 45,76                |
| Duffel               | 18.062                        | 22,71                |
| Heist-op-den-Berg    | 44.505                        | 86,46                |
| Hemiksem             | 12.396                        | 5,44                 |
| Lier                 | 38.210                        | 49,70                |
| Mechelen             | 89.313                        | 65,19                |
| Niel                 | 10.966                        | 5,27                 |
| Nijlen               | 23.707                        | 39,09                |
| Putte                | 18.914                        | 34,96                |
| Puurs-Sint-Amands    | 26.957                        | 48,99                |
| Rumst                | 15.536                        | 19,90                |
| Schelle              | 8.614                         | 7,80                 |
| Sint-Katelijne-Waver | 21.792                        | 36,12                |
| Willebroek           | 28.248                        | 27,41                |
| TOTAAL               | 441.132                       | 566,94               |

## Organisatie
Het zonecollege vormt het dagelijks bestuur van de brandweerzone. Het zonecollege is verantwoordelijk voor de goede gang van zaken bij alle brandweerposten van de brandweerzone. De zoneraad kiest uit de raadsleden de leden die het college vormen. De voorzitter en de secretaris van de zoneraad zijn  ook de voorzitter en de secretaris van het zonecollege. De zonecommandant heeft een adviserende stem.
De zoneraad is verantwoordelijk voor de organisatie en het beheer van de brandweerdiensten in de brandweerzone. De zoneraad is van rechtswege samengesteld uit de burgemeesters van de 18 gemeenten die binnen ons interventiegebied vallen en die financieel bijdragen in de werkingsmiddelen. De raad heeft een voorzitter en een secretaris. De zonecommandant heeft een adviserende stem.
De zonecommandant heeft de dagelijkse leiding over de hulpverleningszone en is de eindverantwoordelijke voor de leiding, de organisatie en het beheer van de zone. De postoversten staan in voor de goede operationele werking van de brandweerposten. Het personeel van de brandweerzone bestaat uit 140 beroepsbrandweermannen, 525 brandweervrijwilligers en nog eens 74 vrijwillige ambulanciers. Daarnaast werken in de zone 59 administratieve krachten.
Voor de financiering van de hulpverleningszone werd er een verdeelsleutel vastgelegd tussen de verschillende gemeenten. De dotatie van de verschillende gemeenten wordt aangevuld met bijkomende financiering van de federale overheid. Daarnaast beschikt de zone ook nog over een zonaal retributiereglement, waarin de retributies zijn bepaald voor de betalende interventies. 
De hoofdzetel van de hulpverleningszone is in de nieuwe brandweerpost van Mechelen aan de Plattebeekstraat waarvan de bouw in 2019 werd voltooid.

## Brandweerposten

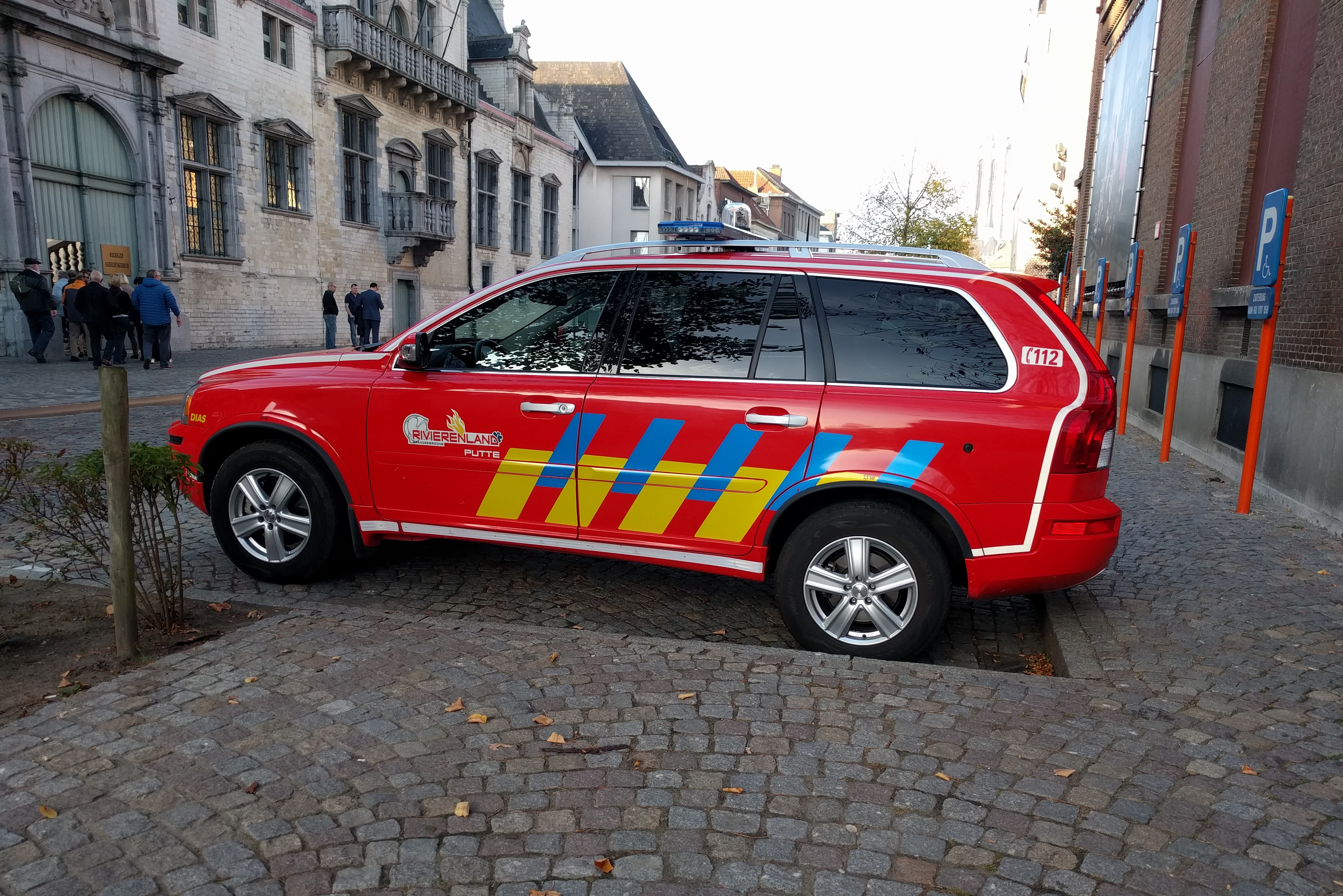
Een wagen van post Putte aan het gerechtsgebouw van Mechelen

- Post Berlaar
- Post Boom
- Post Bornem
- Post Duffel
- Post Heist-op-den-Berg
- Post Hemiksem
- Post Lier
- Post Nekker in Mechelen
- Post Niel
- Post Nijlen
- Post Putte
- Post Puurs
- Post Rumst
- Post Sint-Amands
- Post Willebroek